# یواس‌اس کینمن(۱۸۵۴)
یواس‌اس کینمن(۱۸۵۴) (به انگلیسی: USS Kinsman (1854)) یک کشتی بود که طول آن not known بود. این کشتی در سال ۱۸۵۴ ساخته شد.